# Norbixine
Norbixine is de wateroplosbare component van anatto. Chemisch is het een apocarotenoïde. Anatto is een rood tot rood-bruine kleurstof waarbij de kleur afhankelijk is van waar men het in oplost. Deze kleurstof wordt gehaald uit de zaden van de orleaanboom (Bixa orellana). Anatto is het mengsel, bixine is de vet-oplosbare component en norbixine dus de wateroplosbare component. Als additief is het in de EU toegestaan onder E-nummer E-160b.